# Raquel J. Palacio
R. J. Palacio (* 13. července 1963) je pseudonym americké spisovatelky Raquel Jaramillo, známé především díky svému prvnímu románu s názvem (Ne)obyčejný kluk.

## Život
R. J. Palacio žije v New York City se svým manželem. Je matkou dvou dětí. Vlastní dva psy. Přes více než dvacet let působila jako ředitelka redakce a grafička. Zatímco pracovala na knihách ostatních lidí, čekala, až nastane ten pravý okamžik napsat knihu vlastní.  

## Dílo

### (Ne)obyčejný kluk
August Pullman je desetiletý chlapec, který trpí vzácnou genetickou vadou. Pro většinu lidí je první pohled na něj děsivý. Jak se tento „zázrak“ dokáže vyrovnat s nástupem do školy, kde se na něj upínají stovky pohledů?
Kniha (Ne)obyčejný kluk vznikla náhodou. Zatímco pracovala na knihách ostatních lidí, čekala, až nastane ten pravý okamžik napsat knihu vlastní. Když autorka se svým synem čekala v řadě na zmrzlinu, uviděla výjimečnou dívku. Tehdy si R. J. Palacio uvědomila, že takový okamžik právě nastal. Román (Ne)obyčejný kluk získal mnoho ocenění, například cenu Mark Twain Award v roce 2015. 
Do slovenštiny byla v roce 2013 přeložena kniha Obyčajná tvár. 

## Filmová adaptace
Tato kniha se v roce 2017 dočká filmové adaptace. V hlavních rolí se objeví Julia Roberts a Owen Wilson jako Augustovi rodiče. Hlavní postavu ztvární devítiletý Jacob Tremblay.